# 本長篠站
本長篠站（日语：／ Hon-nagashino eki */?）是位於愛知縣新城市長篠字具津67號，東海旅客鐵道（JR東海）的飯田線車站。
此站是特急「伊那路」停車站，部分普通列車會在此站折返。
在1929年（昭和4年），此站可轉乘前往北設樂郡設樂町三河田口站的田口鐵道（後來為豐橋鐵道田口線），該線在1968年（昭和43年）廢止。曾經此站不再成為鐵路轉乘站，但是此站可轉乘3條巴士路線。當中2條前往舊鳳來町各地，其餘1條是田口線的替代巴士，連接舊鳳來町與設樂町。

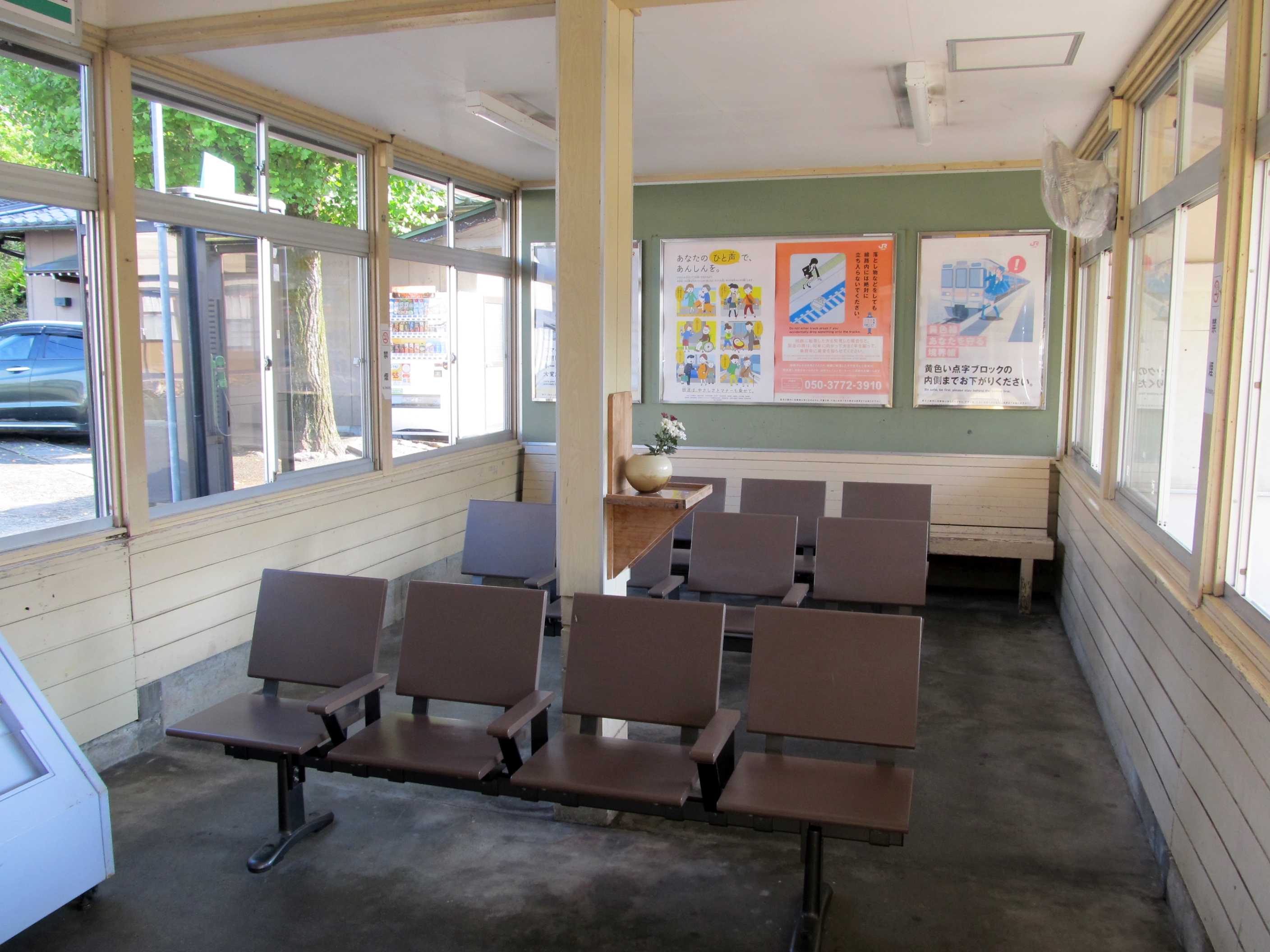
候車室内(2022年10月)

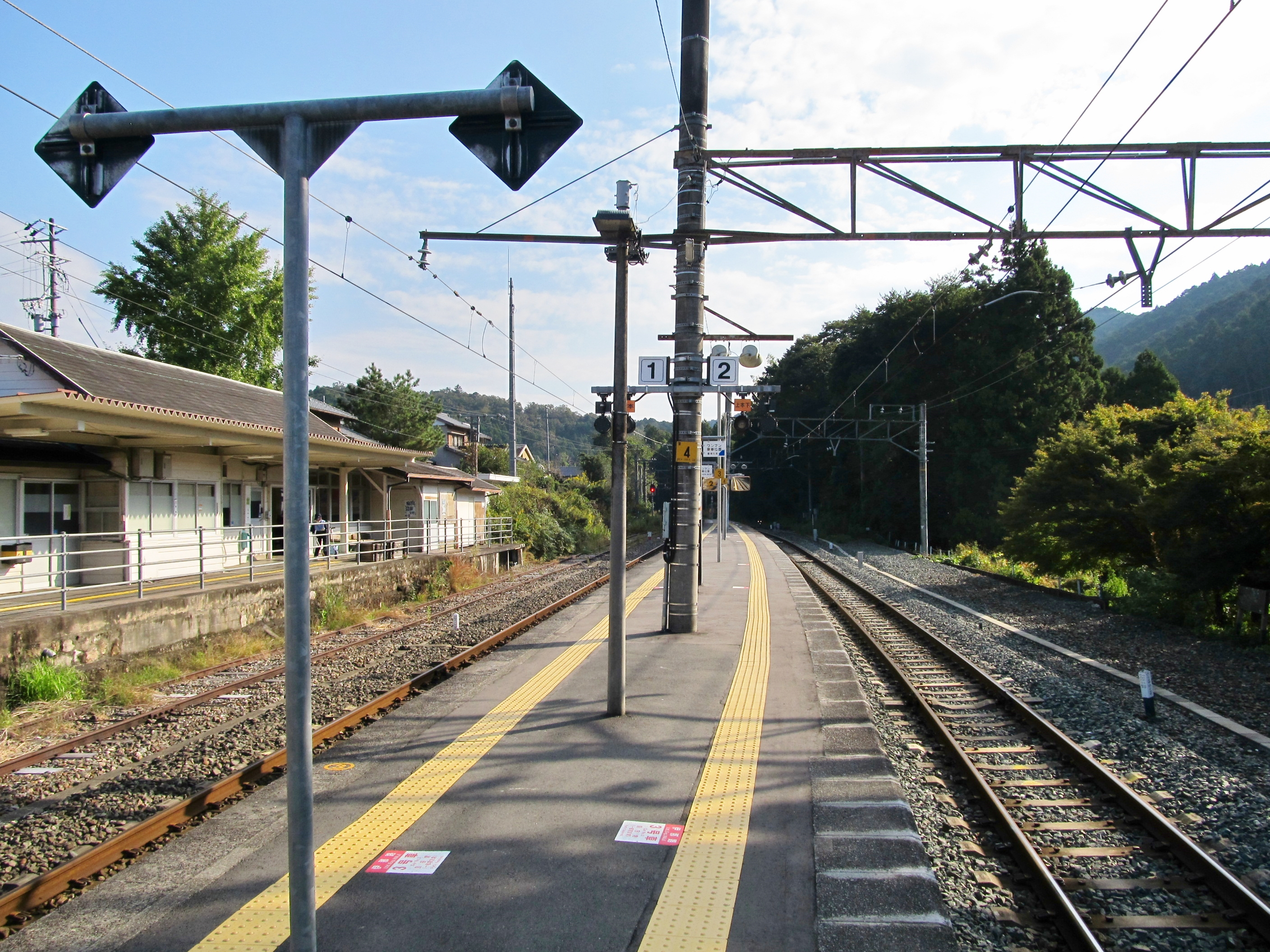
1號與2號月臺(2022年10月)

## 歷史
在本長篠站啟用當時為鳳來寺鐵道，該鐵路線連接大海至三河川合之間，現時為飯田線的一部分。在1923年2月該區間開通之際，車站名稱不是名為本長篠站，而是名為「鳳來寺站」，在6年後的1929年（昭和4年）3月，連接三河田口站的田口鐵道線駛入此站。由於田口鐵道走線途經鳳來寺附近場方，因此新·鳳來寺站轉讓給田口鐵道線車站。在該鐵道開通後，鳳來寺站改名為「鳳來寺口站」。
在1943年（昭和18年）8月，鳳來寺鐵道被國有化。車站成為國鐵飯田線與田口鐵道線的轉乘站。而車站名稱再改名為現時的「本長篠站」。在1956年（昭和31年）10月，田口鐵道被豐橋鐵道合併，田口鐵道線改名為豐橋鐵道田口線。但是隨著田口線的使用人次減少，於1968年（昭和43年）9月廢止。本長篠站成為國鐵飯田線單獨車站。
在1971年（昭和46年），與多座飯田線車站一樣，此站的貨物起卸業務終止。在1984年（昭和59年），行李起卸業務也終止，變為旅客專用車站。在1987年（昭和62年）4月，隨著國鐵分割民營化，車站由JR東海經營。

### 年表
- 1923年（大正12年）2月1日 - 鳳來寺鐵道開設「鳳來寺站」[2]。
- 1929年（昭和4年）3月15日 - 宣布改名為「鳳來寺口站」[3][4]。在同年4月3日正式改名為「鳳來寺口」[3]。
- 1929年（昭和4年）5月22日 - 田口鐵道線（後來為豐橋鐵道田口線）啟用。
- 1943年（昭和18年）8月1日 - 鳳來寺鐵道被國有化，成為飯田線的一部分[5]，此站同時改名為「本長篠站」[2]。
- 1956年（昭和31年）10月1日 - 公司合併後，田口鐵道線變為豐橋鐵道田口線，成為國鐵和豐橋鐵道車站。
- 1968年（昭和43年）9月1日 - 豐橋鐵道田口線全線廢止，成為國鐵單獨車站。
- 1971年（昭和46年）12月1日 - 終止貨物起卸業務[2]。
- 1984年（昭和59年）2月1日 - 終止行李起卸業務[2]。
- 1987年（昭和62年）4月1日 - 伴隨國鐵分割民營化，車站由東海旅客鐵道（JR東海）營運[2][5]。

## 車站構造
車站是一座地面車站，設有1面2線島式月台。車站北邊是1號月台，南邊是2號月台。
在1、2號月台外邊均另外設有1線。靠近車站大樓的側線是舊・田口線的乘客月台。
車站大樓位於站內北邊，為一座木造建築物。車站大樓與月台之間設有站內平交道。鄰接車站大樓曾經設有田口線月台。
截至2007年，此站設有站長，並由豐川站管理此站，當時為業務委託車站（夜間無人車站），設有JR全線售票處。委托了JR東海子公司東海交通事業委托車站業務。隨著使用人次減少，於2012年3月尾計劃由業務委託車站變為無人車站。新城市在2012年度的預算上預留了「乘車票類販賣事業」費用。車站變成委托新城市，為簡易委託車站，同年4月1日起窗口業務繼續營業。當初計劃窗口業務繼續營運3年，隨後關閉。截至2018年9月，窗口業務繼續營業。

### 月台
| 月台 | 路線   | 上下行 | 方向               | 備註                     |
| ---- | ------ | ------ | ------------------ | ------------------------ |
| 1    | 飯田線 | 下行   | 中部天龍、飯田方向 |                          |
| 1    | 飯田線 | 上行   | 豐橋方向           | 部分從此站出發的列車使用 |
| 2    | 飯田線 | 上行   | 豐橋方向           |                          |

## 停站列車
關於優等列車，行走於豐橋至飯田之間的特急「伊那路」於1996年3月開始運輸時已經停靠此站。在1983年前運行的急行「伊那」也停靠此站。在1972年3月時間表修正中，上下行各4班急行列車停站）。
在普通列車方面，截至2019年3月時間表修正。豐橋站方向的上行列車每日21班（每小時大約1班（最多3班）），中部天龍方向的下行列車每日13班（大約1-3小時1班）。另外，上行每日設有1班快速列車停站。
在2006年10月時間表修正前，飯田線設有直通至東海道本線名古屋方向的快速列車（不是特別快速列車，而是新快速列車），並駛入至此站。在2006年3月修正時，早上繁忙時段設有1班特別快速駛入至本長篠站。

## 車站周邊
- 宇連川
- 新城市政廳鳳來綜合分所
- 羅森鳳來長篠店
- 國道151號（日语：国道151号）
- 國道257號（日语：国道257号）

## 巴士路線
車站北邊設有巴士總站。總站內設有豐鐵巴士和新城市S巴士路線停靠。巴士站名稱方面，豐鐵巴士名為「本長篠站前」，新城市S巴士名為「本長篠」。
- 豐鐵巴士田口新城線（日语：豊鉄バス新城営業所#田口新城線）
- 新城市S巴士秋葉七瀧線（日语：新城市Sバス#秋葉七滝線）
- 新城市S巴士長篠山吉田線（日语：新城市Sバス#長篠山吉田線）

## 相鄰車站
東海旅客鐵道（JR東海）
 飯田線
- 特急「伊那路」停車站

■快速（只有上行班次）
大海←本長篠←三河大野
■普通
長篠城－本長篠－三河大野

### 曾經存在的路線
豐橋鐵道
田口線
本長篠－三河大草

## 注腳
1. ↑  JR東海移動等便利化取組報告書
2. 1 2 3 4 5  『停車場変遷大事典』2、100頁
3. 1 2  「梁山泊会所告示(5) （页面存档备份，存于）」（『停車場変遷大事典』補充資料），2011年1月16日參閲
4. ↑  『日本鉄道旅行地図』7号，36頁
5. 1 2  曾根悟（監修）. 朝日新聞出版分冊百科編集部（編集） , 编. . 週刊 歴史でめぐる鉄道全路線 国鉄・JR (朝日新聞出版). 2009-07-26, (3): 15–17 （日语）.
6. 1 2 3  『中部ライン全線・全駅・全配線』第4卷，35頁（配線圖）、75頁。方角的配線圖與實際地圖比較對照。
7. ↑  白井良和. . 鐵道畫刊 (鐵道圖書刊行會). 1986-03, (461): 59 （日语）.
8. 1 2  『タイムスリップ飯田線』，98頁
9. 1 2  『東海旅客鉄道20年史』、732・733頁
10. ↑  『しんしろ市議会だより』No.27 平成24年2月15日PDF，p6（新城市官方網站）
11. ↑  「飯田線の3駅、4月から無人化へ 利用者大幅減に伴う措置」[]，東愛知新聞，2011年11月23日配信
12. ↑  「新城市 平成24年度予算案の概要PDF」，p9、26（新城市官方網站）
13. ↑  『しんしろ市議会だより』N0.28 平成24年5月15日 PDF（日語），p11（新城市官方網站）
14. ↑  『平成24年3月定例会 予算・決算委員会（当初予算）記録』PDF（日語），p3（新城市官方網站）
15. ↑  新城市議会議事録 （页面存档备份，存于）（日語） - 2018年9月18日
16. 1 2  採用車站時間表的方向資訊。詳情參見JR東海官方網站的各站時間表 （页面存档备份，存于）（截至2015年1月）。
17. ↑  『時刻表復刻版 戦後編2』1972年3月号，104-107頁